# Егорова, Татьяна Прокопьевна
Татьяна Прокопьевна Егорова (Татиана Гиблицкая; 15 января 1879, село Гиблицы Касимовского уезда Рязанской губернии — 1937) — святая Русской православной церкви, причислена к лику святых как мученица в 2000 году.

## Биография
Родилась 15 января 1879 года в с. Гиблицы Касимовского уезда Рязанской губернии в небогатой крестьянской семье.
До революции занималась с родителями и мужем, Василием Анисимовичем, торговлей мануфактурой. В 1932 году за невыполнение «твердого задания» продналога все хозяйство Егоровых было конфисковано, а они исключены из колхоза. В результате муж и два сына, Иван и Федор, уехали на много лет на заработки в Москву.

## Арест и мученическая кончина
Арестована 6 ноября 1937 года. Сельским советом и обвинительным заключением следственного дела характеризовалась как «активная церковница». Следователи во время допросов безуспешно пытались убедить Татьяну Прокопьевну в том, что она является активной участницей контрреволюционной повстанческой организации, как всегда «опираясь» на слова «неопровержимых доказательств и фактов» и, как всегда, не приводя ни одного из них. Её последний ответ на допросе:

«Еще раз повторяю, что в организации я не состояла и среди населения контрреволюционную агитацию не вела, а также провокационных слухов о войне и о гибели Соввласти никому не говорила. Иисус терпел и я тоже стану терпеть и переносить, на все готова.

От подписи отказалась».
«Тройка» УНКВД по Рязанской области постановлением от 6 декабря 1937 года приговорила Татьяну Прокопьевну Егорову к расстрелу по ст. 58 п. 10—11.

## Канонизация
Причислена к лику святых новомучеников и исповедников Российских (Новомученики Касимовские) Деянием Юбилейного Архиерейского Собора Русской Православной Церкви, проходившего 13—16 августа 2000 года в Москве.
День памяти: 10/23 декабря, в Соборе святых новомучеников и исповедников Российских и в Соборе Рязанских святых.